# Kafr Hind
Kafr Hind – wieś w Syrii, w muhafazie Idlib. W 2004 roku liczyła 1073 mieszkańców.